# 相鹿上神社
相鹿上神社（おおかがみじんじゃ）は、三重県多気町にある神社。

## 祭神
天児屋根命を主祭神とする。

## 歴史
創建時期は不詳であるが、927年（延長5年）に完成した、『延喜式』の一部である『神名帳』に記述されていることから、創建は927年以前であると予測される。伊蘇上神社・八柱神社・相可牟山神社及びその境内社が1908年（明治41年）に合祀された。